# 9123 Йосіко
9123 Йосіко (9123 Yoshiko) — астероїд головного поясу, відкритий 24 березня 1998 року.
Тіссеранів параметр щодо Юпітера — 3,360.
"Йосіко" (яп. よしこ(良子)) є жіночим ім'ям; астероїд названо на честь Йосіко Накано (нар. 1933), освітянки та директорки обсерваторії, команда якої знайшла цей об'єкт.